# Isthmische Spelen
De Isthmische Spelen (Grieks: τα Ἴσθμια, ta Isthmia) waren in de Griekse Oudheid een panhelleense wedstrijdenreeks die om de twee jaar werd gehouden aan de landengte (isthmos) van Korinthe, ter ere en in het heiligdom van de zeegod Poseidon, die ook de "aarde schudde". Ook Palaemon, de vergoddelijkte zoon van Ino, werd met deze spelen geëerd.
Volgens de Korinthiërs zelf waren zij gesticht door hun mythische koning Sisyphos, maar de Atheners, die er massaal aan deelnamen, hielden er een andere versie op na: volgens hen waren ze gesticht door hún koning Theseus. De geschiedenis vertelt echter dat de oorsprong van de Isthmische Spelen teruggaat tot diep in de prehistorie. Ze werden definitief georganiseerd in 581 v.Chr., door de tirannen uit het huis der Kypseliden, en stonden sindsdien onder de supervisie van Korinthe. Nadat Korinthe in 146 v.Chr. door de Romeinen was verwoest, werd de supervisie gedurende één eeuw (van 146 tot 44 v.Chr.) overgenomen door Sicyon. Na de heropbouw van Korinthe en omgeving (vanaf 44 v.Chr.) werden de Isthmische Spelen weer met de vroegere luister gevierd, en bereikten ze een nieuwe bloeiperiode in de 1e eeuw na Chr.
De winnaar werd geëerd met een krans van pijnboomtakken omdat de pijnboom met Poseidon in verband gebracht werd.
De Isthmische Spelen werden vermoedelijk einde april gehouden. Ze omvatten zowel sportieve als kunstzinnige wedstrijden, en bezorgden de overwinnaars een bijzondere reputatie. Zo ontving elke Athener die een overwinning behaalde als beloning een extra uitkering van 100 drachmen uit de Attische staatskas.
Dat de Isthmische Spelen druk bijgewoond werden en hoog aanzien genoten kan blijken uit het feit dat ze meer dan eens als gelegenheid dienden voor belangrijke meetings en proclamaties:
1. Alexander de Grote liet er zich in 335 v.Chr. plechtig uitroepen tot opperbevelhebber van de Griekse coalitie in de veldtocht tegen Perzië;
2. Demetrios Poliorketes richtte er in 302 v.Chr. opnieuw de Panhelleense Bond op (oorspronkelijk gesticht door Philippus II van Macedonië);
3. de Romeinse legeraanvoerder Titus Quinctius Flamininus kondigde er in 196 v.Chr., na zijn overwinning op Macedonië, de "bevrijding" van Griekenland af.

Na de 2e eeuw na Chr. worden de berichten over de Isthmische Spelen steeds schaarser.